# A három galamb
A három galamb 1944-ben készült, de csak a háború után, 1946-ban bemutatott fekete-fehér magyar filmvígjáték, melyet Sipos László rendezett Bán Frigyes neve alatt.

## Szereplők
- Mihályi Ernő (Groll Guszti / Groll Fábián, Guszti apja)
- Kelemen Éva (Manci)
- Kertay Lili (Stefi)
- Gyimesi Pálma (Ica)